# Hugo Willich
 Hugo Willich (* 5. Mai 1859 in Radach; † unbekannt) war ein deutscher Autor, Musiker und Seminarlehrer.

## Leben
Willich wurde als zweites Kind des Lehrers Louis Willich (* 1827) und seiner Ehefrau Mathilde geb. Becker (* 1829) in Radach Kreis West-Sternberg geboren. Er besuchte die Georg-August-Universität in Göttingen, das königlich akademische Institut für Kirchenmusik in Berlin und war danach überwiegend als Musiklehrer tätig. Ab 1. April 1890 war er als Seminar-Musiklehrer am Königlich-Preußischen Seminar (heute das Ludwig-Meyn-Gymnasium) in Uetersen tätig. Willich galt als „stiller Musikant“ von untadeligen Charakter und war klein von Statur. Er war stets bekleidet mit einem, für Musiker damals typischen, breitkrempigen Hut. In seiner ehrlichen Art neigte er gern dazu, einem unmusikalischen und untalentierten Klavierspieler folgendes nahezulegen: „Wir wollen das Klavierspielen doch man lieber aufgeben“; andererseits förderte er seine Schüler auch im Chorgesang und der Musiktheorie. Talentierte Klavierspieler bildete Willich zu Organisten aus und begleitete sie zum Teil bis ins Erwachsenenalter. Als Autor verfasste Willich diverse Biografien und Abhandlungen in verschiedenen Nachschlagewerken. Über seine Ehefrau Anna, geb. Andresen, war er mit Emmerich Andresen verschwägert.

## Veröffentlichungen (Auswahl)
- Diverse Biografien über einige Industrielle
- Biografie über die Gründer einer Bleiweißfabrik in Osterode (Harz)
- Biografien über Johann Friedrich und Johann Georg Wilhelm Schachtrupp (1773–1822, 1801–1864)
- Kettler, Hedwig, geborene Reder, in: Heinrich May (Hrsg.): Niedersächsische Lebensbilder. Band 4. Hildesheim 1960
- Kettler, Hedwig. In: Neue Deutsche Biographie (NDB). Band 11, Duncker & Humblot, Berlin 1977, ISBN 3-428-00192-3, S. 558 (Digitalisat).